# Sechzehn
Die Sechzehn (16) ist die natürliche Zahl zwischen Fünfzehn und Siebzehn. Sie ist gerade. 

## Mathematisches
Sie ist gerade und eine Quadratzahl sowie eine Biquadratzahl. Außerdem ist sie eine Størmer-Zahl.
Zudem ist 16 die einzige Ganzzahl, für welche die Eigenschaft {\displaystyle n=a^{b}=b^{a}} (für ganzzahlige, ungleiche a und b) gilt: {\displaystyle 16=2^{4}=4^{2}}.

## Bedeutung
Juristisch tritt die Zahl Sechzehn vor allem als eines der Alter auf, ab dem Heranwachsenden spezielle Rechte zugebilligt werden. So wird der Gebrauch bestimmter Genussmittel wie Alkohol sowie der eingeschränkte Besuch von Gaststätten mit Erreichen dieses Alters erlaubt. Im Alter von 16 Jahren kann man zudem in vielen Staaten der USA und Kanadas die Fahrerlaubnis erhalten. 
In einer Reihe europäischer Staaten sind Jugendliche mit Vollendung des sechzehnten Lebensjahres dem sogenannten Schutzalter entwachsen, das heißt, dass in diesen Ländern sexuelle Handlungen mit mindestens 16 Jahre alten Personen erlaubt sind. 
In der buddhistischen Mythologie hat die Sechzehn eine Bedeutung für die Sechzehn Gesetze; im Christentum tritt sie seltener als Verbindung der Zehn und der Sechs über die zehn Gebote und die Anzahl der Schöpfungs- bzw. Werktage in Erscheinung. Die Zahl Sechzehn gibt die Anzahl der Propheten an. 
Da die Sechzehn eine Zweierpotenz (24) ist, wird das Hexadezimalsystem als Zahlsystem mit 16 Ziffern als Alternative zum Dualsystem verwendet.
Im Französischen ist die Zahl 16 (seize) die letzte nicht zusammengesetzte Zahl, die erste echte zusammengesetzte Zahl ist 17 (dix-sept).